# Museu Fester de Villena
El Museu Fester se situa a l'anomenada “Casa del Festero”, a la plaça de Santiago de Villena (Alt Vinalopó, País Valencià). Va ser inaugurat en 1981 i reconegut oficialment en 1996. Està dedicat a la història de la Festa de Moros i Cristians de Villena des del segle xix.
El museu se situa en una casa-palau de quatre plantes, construcció burgesa huitcentista que va pertànyer a la Família Selva. La façana fa referència a les últimes fases constructives de l'adjacent Casa Consistorial amb una composició totalment simètrica, amb balconades de serralleria en planta primera i cos superior amb lògia renaixentista italiana.
El Museu compendia la història que, des de fa aproximadament dos segles, configuren les festes de Moros i Cristians. En el seu interior es conserva una important col·lecció d'objectes que guarden una estreta relació amb aquestes festes, com ara vestits antics, cartells i fullets editats des del segle xix, records de festes anteriors, etc., així com partitures originals de les composicions més populars. Al seu arxiu es troben publicacions literàries i imatges fotogràfiques i videogràfiques de les festes.